# Mary Sheldon
Mary Sidney (1955) é uma romancista norte-americana. E filha, de um dos mais conhecidos escritores da história dos Estados Unidos, Sidney Sheldon.
Suas obras são expirações de seu pai.

## Obras
| Título Original  | Data | Título Publicado no Brasil | Título Publicado em Portugal |
| ---------------- | ---- | -------------------------- | ---------------------------- |
| Halfway Home     | 2002 | De Volta Para Casa         |                              |
| Reflection       | 2003 | Reflexo                    |                              |
| Pandora Brown    | 2004 | Pandora                    |                              |
| Wish Upon A Star | 2005 | Não publicado              |                              |